# Alireza Zakani
Alireza Zakani (en persan : علیرضا زاکانی), né le 3 mars 1966 à Ray, est un homme politique conservateur iranien. Il est maire de Téhéran depuis 2021.

## Biographie
Alireza Zakani est élu député à l'Assemblée consultative islamique en 2004, puis réélu en 2008 et 2012. Après un intermède de quatre ans, il est de nouveau élu en 2020 et conserve son mandat jusqu'en août 2021.
En 2008, il fonde la société des partisans de la révolution islamique (en), un parti principaliste.
Il est candidat à la présidence en 2013, 2017 et 2021. Disqualifié par le Conseil des gardiens lors des deux premières fois, il est autorisé à concourir en 2021. Le 16 juin, il retire sa candidature et soutient Ebrahim Raïssi qui est élu deux jours plus tard. 
Le même jour, il est candidat aux élections municipales à Téhéran et est élu le 17 août maire de la ville en obtenant 18 voix sur les 21 membres du conseil municipal. Il prend ses fonctions le 2 septembre suivant.
Alireza Zakani est propriétaire des sites Web Jahan News et Panjereh Weekly.
Zakani est candidat à l'élection présidentielle de juin 2024. Il s'agit d'une élection anticipée entraînée par la mort du président Ebrahim Raïssi dans un accident d'hélicoptère. Sa candidature est autorisée par le Conseil des gardiens de la Constitution. Pendant les débats présidentiels, il invective violemment Massoud Pezeshkian, le seul candidat réformiste du scrutin,,,. Le 27 juin, il retire sa candidature afin de lui faire barrage. Toujours dans cette optique, il « demande à Jalili et Ghalibaf », les deux principaux candidats conservateurs, « de s'unir [...] et d'empêcher la formation d'un troisième gouvernement Rohani » (du nom du président réformiste de l'Iran de 2013 à 2021),. 